# Hylopanchax
Hylopanchax es un género de peces actinopeterigios de agua dulce, distribuidos por ríos de África.

## Especies
Existen seis especies reconocidas en este género:
- Hylopanchax leki van der Zee, Sonnenberg y Schliewen, 2013
- Hylopanchax moke van der Zee, Sonnenberg y Schliewen, 2013
- Hylopanchax ndeko van der Zee, Sonnenberg y Schliewen, 2013
- Hylopanchax paucisquamatus Sonnenberg, Friel y Van der Zee, 2014
- Hylopanchax silvestris (Poll y Lambert, 1958)
- Hylopanchax stictopleuron (Fowler, 1949)